# جزیره لارک
جزیره لارَک یکی از جزیره‌های ایران در تنگه هرمز در منتهی الیه شرقی خلیج فارس و جزئی از استان هرمزگان است. این جزیره به شکل بیضی‌شکل، ۱۰٫۵ کیلومتر طول و در جهت شمال شرقی-جنوب غربی امتداد دارد و مساحت آن ۴۸٫۷ کیلومتر مربع است.
تنها سکونتگاه لارک، روستای لارک شهری است. در این جزیره فعالیت کشاورزی وجود ندارد و تنها فعالیت اقتصادی اکثر اهالی جزیره لارک صید و غواصی و بوم‌گردی است.

## پیشینه
از نوشته‌های نئارک، سردار اسکندر مقدونی، می‌توان استنباط کرد که این جزیره در زمان مقدونیان دارای زندگی اجتماعی نبوده‌است. سدید گزارش می‌دهد، قلعه‌ای محکم در جزیره لارک موجود است که می‌گویند بانی‌اش نادر شاه است. اکنون در آن قلعه دویست خانوار ساکن و ماهیگیر هستند و معدودی نخل دارند و آب چاه شیرین و گوارا و برکه آب بارش نیز دارند.
لارک در سده ۱۶ توسط پرتغالی‌ها اشغال شد که قلعه لارک در شمال جزیره میراث آن دوران است. قلعه لارک پس از فتح هرمز و پایان امپراطوری پرتغالی‌ها در خلیج فارس، به عنوان زندان مورد استفاده حاکمان جزیره قرار می‌گرفت و موقع بارش باران‌های سیل‌آسا و تخریب منازل مسکونی جزیره، پناهگاه امنی برای ساکنان لارک به‌شمار می‌رفته‌است.
در طول جنگ ایران و عراق هم جنگ‌های دریایی متعددی در پیرامون این جزیره روی داد. این جزیره در آذر ۱۳۶۵ توسط عراق بمباران شد. در بخشی از عملیات آخوندک، ناوچه ایرانی سهند در ۲۰۰ متری جنوب غربی جزیره لارک توسط نیروی دریایی آمریکا غرق شد. در ۲۴ اردیبهشت ۱۳۶۷، بزرگ‌ترین کشتی در آن زمان، نفت‌کش لیبریایی، سی‌وایز بزرگ، در حالی که نفت خام ایران را حمل می‌کرد، توسط موشک‌های ضد کشتی عراقی در سواحل جزیره لارک غرق شد. کشتی بعداً دوباره شناور شد، تعمیر شد و چند سال دیگر مورد استفاده قرار گرفت.

## جغرافیا

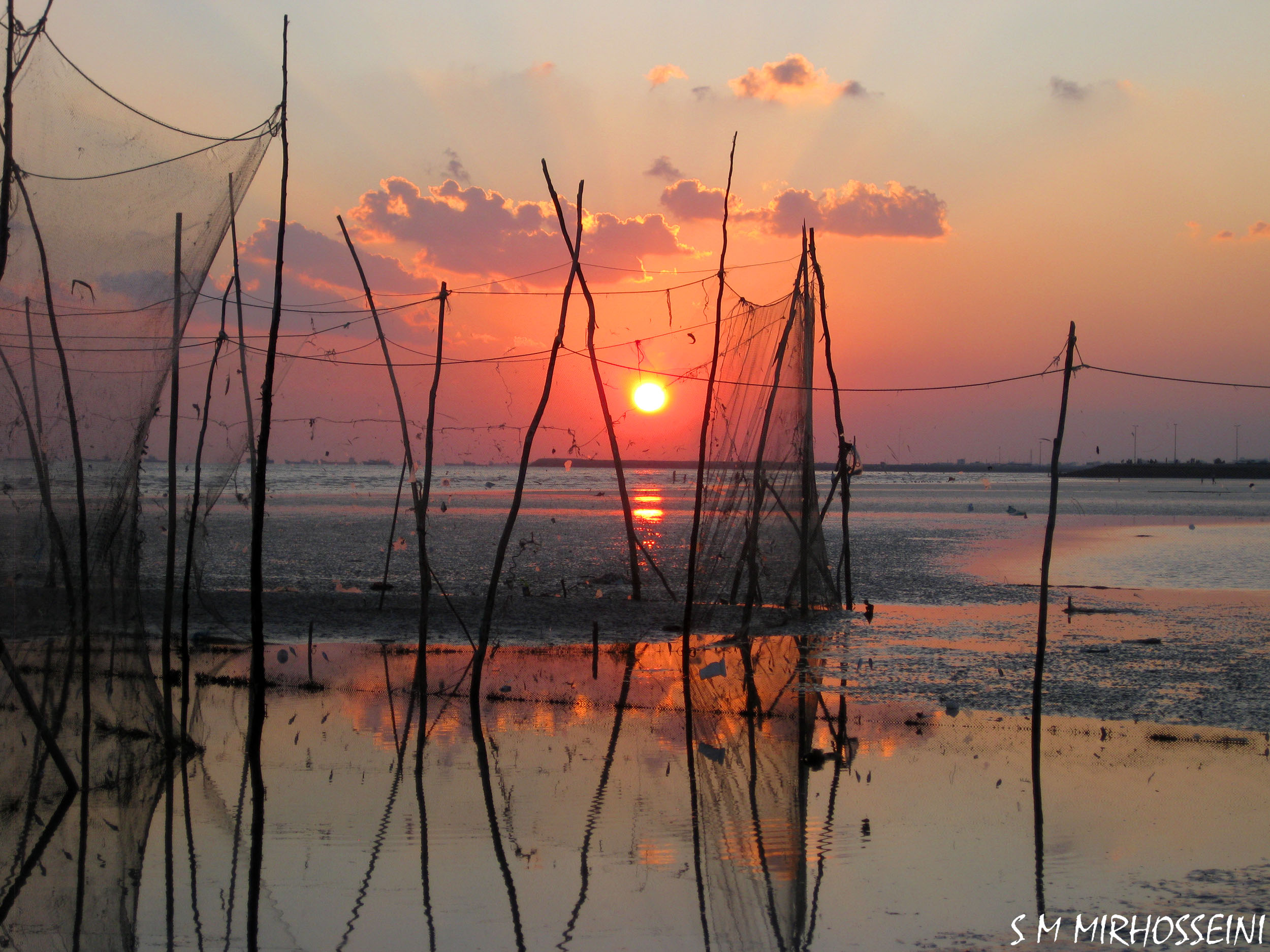
غروب در ساحل لارک

نزدیک‌ترین جزیره به لارک، جزیره قشم در ۹ کیلومتری شمال غربی و دیگری هرمز است که در ۱۷٫۵ کیلومتری شمال آن قرار دارد. لارک از مرکز استان، شهر بندرعباس، نیز ۲۷ کیلومتر فاصله دارد. این جزیره همچنین تا شبه‌جزیره مسندم عمان در آن سوی تنگه، ۴۸ کیلومتر فاصله دارد. باریک‌ترین نقطه تنگه هرمز میان این جزیره تا جزیره عمانی سلامه قرار دارد که ۳۹ کیلومتر طول دارد.
بلندترین نقطه لارک ۱۳۸ متر از سطح دریا ارتفاع دارد. جزیره لارک در اثر فعالیت‌های آتشفشانی پدید آمده‌است و به همین دلیل خاک آن مستعد کشاورزی نیست. همچنین برخی مواد معدنی نیز از معادن لارک استخراج می‌شود.
آب‌های اطراف جزیره لارک یکی از متنوع‌ترین آب‌های دارای صخره مرجانی در خلیج فارس هستند. تاکنون ۳۷ گونه مرجان سنگی در پیرامون لارک کشف شده‌است. لارک پوشش گیاهی و حیات جانوری قابل توجهی ندارد ولی گیاه غالب آن آکاسیا است. شواهدی از زندگی غزال‌ها تا تا سده ۲۰ در جزیره وجود دارد.

## مردم‌شناسی

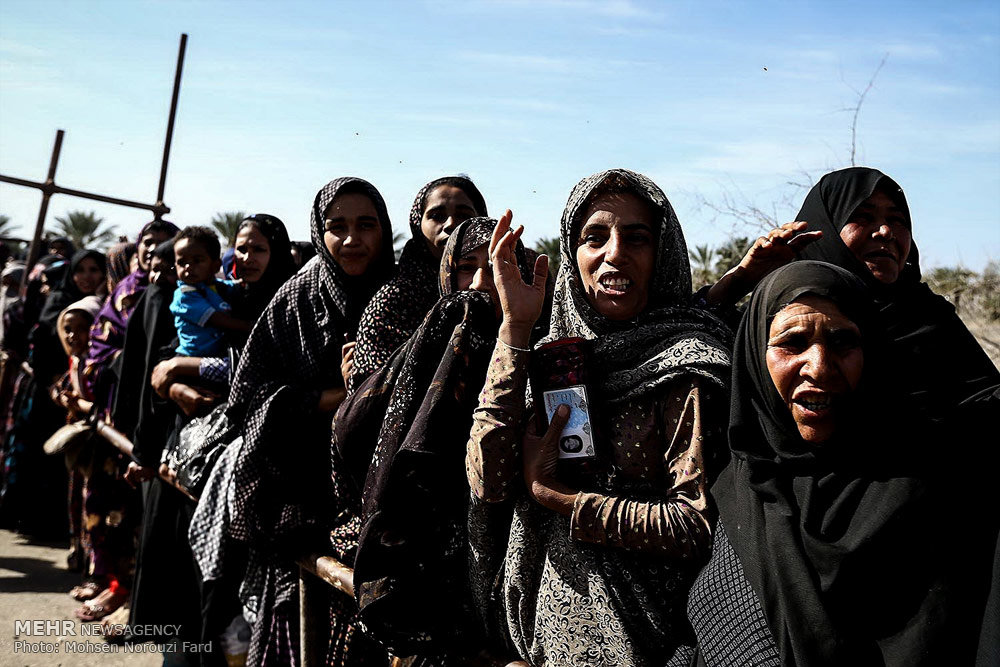
بومیان لارک

جزیره لارک در دهستان لارک در بخش شهاب شهرستان قشم قرار دارد. سه سکونتگاه در جزیره وجود دارد: لارک شهری، لارک کوهی و لارک مرونه. بر پایه سرشماری عمومی نفوس و مسکن در سال ۱۳۹۵، جمعیت لارک شهری برابر با ۴۲۱ نفر (۱۱۵ خانوار) بوده‌است. دو سکونتگاه دیگر خالی از سکنه هستند.
گویش بومی مردم لارک کُمزاری است. کمزاری از زبان‌های ایرانی جنوب غربی است که با زبان لارستانی نزدیکی دارد و گاه گویشی از آن‌ها برشمرده می‌شود.
به دلیل جنس خاک جزیره، کشاورزی در آن رایج نیست و فعالیت اصلی اهالی لارک، ماهی‌گیری و غواصی است. اخیراً بوم‌گردی و پذیرایی از گردشگران نیز در لارک انجام می‌پذیرد.

## ترابری
برای دسترسی به لارک می‌توان از اسکله ذاکری قشم با اتوبوس دریایی یا با قایق‌های موتوری از اسکله‌های دوحه قشم یا بندرعباس یا جزیره هرمز به لارک رفت و آمد کرد. داخل جزیره جاده آسفالت وجود ندارد و وسیله نقلیه اصلی در این جزیره چند موتورسیکلت است.

## جاذبه‌ها
قلعه پرتغالی‌های لارک یادگار دوره تسلط پرتغالی‌ها بر خلیج فارس و جنوب ایران است، در سده ۱۶ میلادی و هم‌زمان با دوره صفویه ساخته شده و در شمال جزیره لارک مشرف به اسکله واقع شده‌است. این قلعه دارای پلان چهار ضلعی با چهار برج مدور در چهار گوشه و دو طبقه است که اتاق‌های آن در دو طبقه و گرداگرد محوطه داخلی قلعه قرار دارد. هم‌اکنون یک لوله توپ نیز در جلو درگاه ورودی قلعه بر روی زمین وجود دارد.
قبرستان تاریخی لارک دیگر جاذبه لارک است که دارای سنگ قبرهایی از جنس سنگ‌های مرجانی می‌باشد. اهالی آتشدان‌هایی سنتی تهیه می‌کنند و بر مزارها می‌گذارند و در آن اسپند و کندر دود می‌کنند. فانوس دریایی لارک از دیگر جاذبه‌های آن است. در نزدیکی فانوس دریایی لارک بقایای یک کشتی نیمه غرق شده به چشم می‌خورد که بخش زیادی از آن هم روی آب قرار دارد. بقایای تلگراف‌خانه کمپانی هند شرقی و همچنین خانه‌هایی با قدمت ۸۰۰ سال که در دل کوه‌های جزیره ساخته شده‌اند، از دیگر جاذبه‌های جزیره هستند.
ساحل این جزیره مرجانی و میزبان گونه‌های دریایی فراوانی است و امکان غواصی نیز در آن وجود دارد. در برخی از مواقع سال، در هنگام شب، ساحل جزیره به دلیل حضور فیتوپلانکتون‌ها به رنگ آبی فسفری در می‌آید. در سال ۲۰۱۵ عکس ساحل آبی لارک در مجله نشنال جئوگرافیک منتشر شد و نام جزیره را بر سر زبان‌ها انداخت.